# Europacup I hockey mannen 1969
De Europacup I voor mannen in 1969 was het eerste onofficiële Europese bekertoernooi en werd gehouden in het Brussel. Er deden acht teams mee, verdeeld over twee poules. Club Egara won deze editie van de Europacup I. 

## Einduitslag
1.  Club Egara 

2.  MDA Roma 

3.  SV Kampong 

4.  Royal Léopold Club 

5.  KS Warta 

6.  FC Lyon 

7.  SK Slavia Praha 

8.  Lille MHC 